# Generación del 50 (Perú)
En el Perú, la modernización de la narrativa peruana comienza con la generación del 50, enmarcada políticamente con el golpe del general Manuel Odría en 1948 y las elecciones de 1950 en las que se autoelige presidente de la república. Durante la década anterior había comenzado un movimiento migratorio del campo a la ciudad (preferentemente a la capital), que durante los años cincuenta se potencia al máximo y resulta en la formación de barriadas y pueblos jóvenes, la aparición de sujetos marginales y desplazados socialmente. Esto trajo consigo la modernización de la urbe: mejora de la infraestructura de la ciudad.

## Características
La literatura producida en este período estuvo influida notablemente por las vanguardias europeas; en particular, el llamado modernismo anglosajón de Joyce y en el ambiente norteamericano la obra novelística de Faulkner y la generación perdida. También influyó notablemente la literatura fantástica de Borges y Kafka. A esta generación pertenecen Jorge Bacacorzo, Enrique Congrains y Julio Ramón Ribeyro.
- Trata el tema de la ciudad moderna a partir de la migración.

- Se enfatiza el tema urbano y se privilegia la visión de las barriadas.

- La imagen sobre la ciudad que proponen sus autores es eminentemente crítica: El monstruo del millón de cabezas (Congrains), o la urbe moderna como una Gigantesca mandíbula (Ribeyro).
- Describen las peripecias de las clases medias, situadas en una especie de modernización.
- Se desarrollan tres líneas temáticas: neoindigenismo, neorrealismo, relato fantástico.

## Representantes
Algunos representantes de la generación del 50:
- Carlos Germán Belli
- Cecilia Bustamante
- Fernando de Szyszlo
- Wáshington Delgado
- José Durand Flórez
- Jorge Eduardo Eielson
- Luis Loayza
- Enrique Congrains Martín
- Julio Ramón Ribeyro
- Emilio Rodríguez Larraín Balta
- Alejandro Romualdo
- Juan Gonzalo Rose
- Augusto Salazar Bondy
- Sebastián Salazar Bondy
- Manuel Scorza
- Javier Sologuren
- Gustavo Valcárcel
- Blanca Varela
- Elena Portocarrero
- Jorge Bacacorzo
- Luis León Herrera
- Eleodoro Vargas Vicuña
- Tulio José Carrasco Urruchi
- Rosa Cerna Guardia
- Siegfried Laske
- Pablo Guevara
- Francisco Bendezú
- José Miguel Oviedo
- Luis Felipe Angell
- Francisco Izquierdo
- Carlos Meneses
- Antonio Gálvez Ronceros
- Juan Rivera Saavedra
- Manuel Mejía Valera
- Sara María Larrabure
- Carlos Eduardo Zavaleta
- Lola Thorne

## Narrativa
La generación del cincuenta es un momento en el que la narrativa se vincula de sólidamente con el tema del desarrollo urbano y la experiencia de la migración andina hacia Lima (un incremento drástico de la población a partir de finales de la década del 40). Por estar muy relacionada con el cine neorrealista italiano, presenta la realidad de la urbe cambiante, la aparición de personajes marginales y problemáticos. Entre los narradores más representativos resaltan Julio Ramón Ribeyro con Los gallinazos sin plumas (1955), Enrique Congrains con el libro de cuentos Lima, hora cero (1954) y la novela No una, sino muchas muertes (1957) y Luis Loayza.

## Poesía
Junto a los narradores, surge un grupo de poetas entre los que destacan Jorge Bacacorzo, Alejandro Romualdo, Washington Delgado, Carlos Germán Belli, Francisco Bendezú, Juan Gonzalo Rose, Pablo Guevara. Estos poetas comenzaron a publicar su obra a partir de fines del 40, tal es el caso de Romualdo, luego lo harían Rose, Delgado, Bendezú, Belli, Guevara. Además, este conjunto se vinculó entre sí no solo por las relaciones interpersonales, sino que desde el punto de vista ideológico se relacionaron por el marxismo y el existencialismo. Los poemas, desde una visión general, que escribieron adoptaron un tono protestatario y de compromiso social. Por ello, se reconoce al poema A otra cosa de Alejandro Romualdo en el arte poética de la generación del cincuenta. Esta generación reivindicó a César Vallejo como paradigma estético y asumió el pensamiento de José Carlos Mariátegui en calidad de guía intelectual. Los poetas Javier Sologuren, Sebastián Salazar Bondy, Jorge Eduardo Eielson, Antenor Samaniego, Blanca Varela, fueron conocidos como el grupo neo vanguardista, que comenzó a publicar sus poemas a fines de los años treinta, tal es el caso de Sologuren, luego vendrían los poemas de Salazar Bondy, Samaniego, Eielson, Varela, quienes mantuvieron una relación interpersonal en la revista Mar del Sur, dirigida por Aurelio Miró Quesada de clara tendencia conservadora; además, este grupo de poetas designó a Emilio Adolfo Westphalen como guía poético. A esta situación histórico - literaria, habría que añadir a los llamados Poetas del pueblo, vinculados al partido aprista fundado por Víctor Raúl Haya de la Torre. Estos poetas, militantes del aprismo a inicio de los cuarenta, fueron Gustavo Valcárcel, Manuel Scorza, Mario Florián, Ignacio Campos, Ricardo Tello, Julio Garrido Malaver, quienes reivindicaron como paradigma poético a César Vallejo.

## Teatro
Durante ese decenio y el siguiente, el teatro experimenta un período de renovación, inicialmente con las piezas de Sebastián Salazar Bondy (generalmente comedias de contenido social) y más tarde con Juan Rivera Saavedra, con obras con fuerte denuncia social, influidas por el expresionismo y el teatro del absurdo. Durante estos años penetrará fuertemente la influencia de Brecht entre los dramaturgos.